# Кубок мира по спортивной ходьбе 1997
Кубок мира по спортивной ходьбе 1997 года прошёл 19—20 апреля в курортном городе Подебрады (Чехия). Были разыграны 7 комплектов медалей (3 в личном и 4 в командном зачёте). В последний раз в истории турнира команды боролись за Кубок Лугано (мужчины) и Кубок Эшборна (женщины). Кубок Лугано получала лучшая мужская сборная по итогам заходов на 20 и 50 км. Женщины разыгрывали Кубок Эшборна на дистанции 10 км.
Трасса была проложена по территории Лазенского парка. На старт вышли 365 ходоков из 47 стран мира (248 мужчин и 117 женщин).
Каждая команда могла выставить до пяти спортсменов в каждый из заходов. Лучшие в командном зачёте определялись по сумме очков, набранных тремя сильнейшими представителями страны (очки начислялись в зависимости от занятого места). В зачёт Кубка Лугано шли по три лучших результата на дистанциях 20 и 50 км у мужчин.
Олимпийский чемпион из Эквадора Джефферсон Перес выиграл ходьбу на 20 км с новым рекордом Южной Америки и пятым результатом в истории дисциплины — 1:18.24. Он проиграл всего 20 секунд времени мирового рекорда.
Испанец Хесус Анхель Гарсия стал первым человеком, преодолевшим 50 км на Кубке мира по ходьбе быстрее 3 часов 40 минут (3:39.54).
Сборная России выиграла Кубок Лугано и Кубок Эшборна впервые с момента распада Советского Союза в 1991 году.

## Расписание
| Дата           | Заход         |
| -------------- | ------------- |
| 19 апреля 1997 | 10 км женщины |
| 19 апреля 1997 | 20 км мужчины |
| 20 апреля 1997 | 50 км мужчины |

## Медалисты
Сокращения: WR — мировой рекорд | AR — рекорд континента | NR — национальный рекорд | CR — рекорд соревнований
Курсивом выделены участники, чей результат не пошёл в зачёт команды

### Мужчины
| Дисциплина              | Золото | Золото        | Серебро | Серебро    | Бронза | Бронза     |
| ----------------------- | --- | ------------- | --- | ---------- | --- | ---------- |
| 20 км                   | Джефферсон Перес Эквадор | 1:18.24 AR CR | Даниэль Гарсия Мексика | 1:18.27 AR | Илья Марков Россия | 1:18.30    |
| 20 км (команды)         | Россия · Илья Марков · Ришат Шафиков · Михаил Щенников · Владимир Андреев · Андрей Макаров                                                                                       | 431 очко      | Беларусь · Евгений Мисюля · Артур Мелешкевич · Михаил Хмельницкий · Юрий Куко | 413 очков  | Мексика · Даниэль Гарсия · Хоэль Санчес · Омар Сепеда · Алехандро Лопес · Бернардо Сегура                                                                           | 403 очка   |
| 50 км                   | Хесус Анхель Гарсия Испания | 3:39.54 CR    | Олег Ишуткин Россия | 3:40.12    | Валентин Кононен Финляндия | 3:41.09 NR |
| 50 км (команды)         | Россия · Олег Ишуткин · Николай Матюхин · Андрей Плотников · Олег Меркулов · Герман Скурыгин                                                                                     | 434 очка      | Словакия · Роман Мразек · Штефан Малик · Петер Тихий · Петер Корчок · Петер Малик                                                                                                 | 415 очков  | Испания · Хесус Анхель Гарсия · Сантьяго Перес · Хайме Барросо · Хосе Мануэль Родригес · Микель Одриосола                                                           | 407 очков  |
| Кубок Лугано (20+50 км) | Россия · Илья Марков · Ришат Шафиков · Михаил Щенников · Олег Ишуткин · Николай Матюхин · Андрей Плотников · Владимир Андреев · Андрей Макаров · Олег Меркулов · Герман Скурыгин | 865 очков     | Мексика · Даниэль Гарсия · Хоэль Санчес · Омар Сепеда · Мигель Родригес · Херман Санчес · Рубен Арикадо · Алехандро Лопес · Бернардо Сегура · Франсиско Пантоха · Игнасио Самудио | 802 очка   | Беларусь · Евгений Мисюля · Артур Мелешкевич · Михаил Хмельницкий · Виктор Гинько · Дмитрий Савайтан · Алексей Новиков · Юрий Куко · Виталий Гордей · Антон Троцкий | 801 очко   |

### Женщины
| Дисциплина    | Золото                                                                                         | Золото    | Серебро                                                                                                | Серебро   | Бронза                                                        | Бронза    |
| ------------- | ---------------------------------------------------------------------------------------------- | --------- | --- | --------- | ------------------------------------------------------------- | --------- |
| 10 км         | Ирина Станкина Россия                                                                          | 41.52 CR  | Олимпиада Иванова Россия                                                                               | 41.59     | Гу Янь Китай                                                  | 42.15     |
| Кубок Эшборна | Россия · Ирина Станкина · Олимпиада Иванова · Тамара Коваленко · Ольга Панфёрова · Елена Сайко | 440 очков | Италия · Эрика Альфриди · Росселла Джордано · Аннарита Сидоти · Элизабетта Перроне · Кристиана Пеллино | 435 очков | Китай · Гу Янь · Ван Липин · Лю Хунъюй · Ван Юньтао · Кун Янь | 425 очков |